# Leumicamia graminicolens
Leumicamia graminicolens là một loài bướm đêm trong họ Noctuidae.